# سید حسن عدل‌الملک

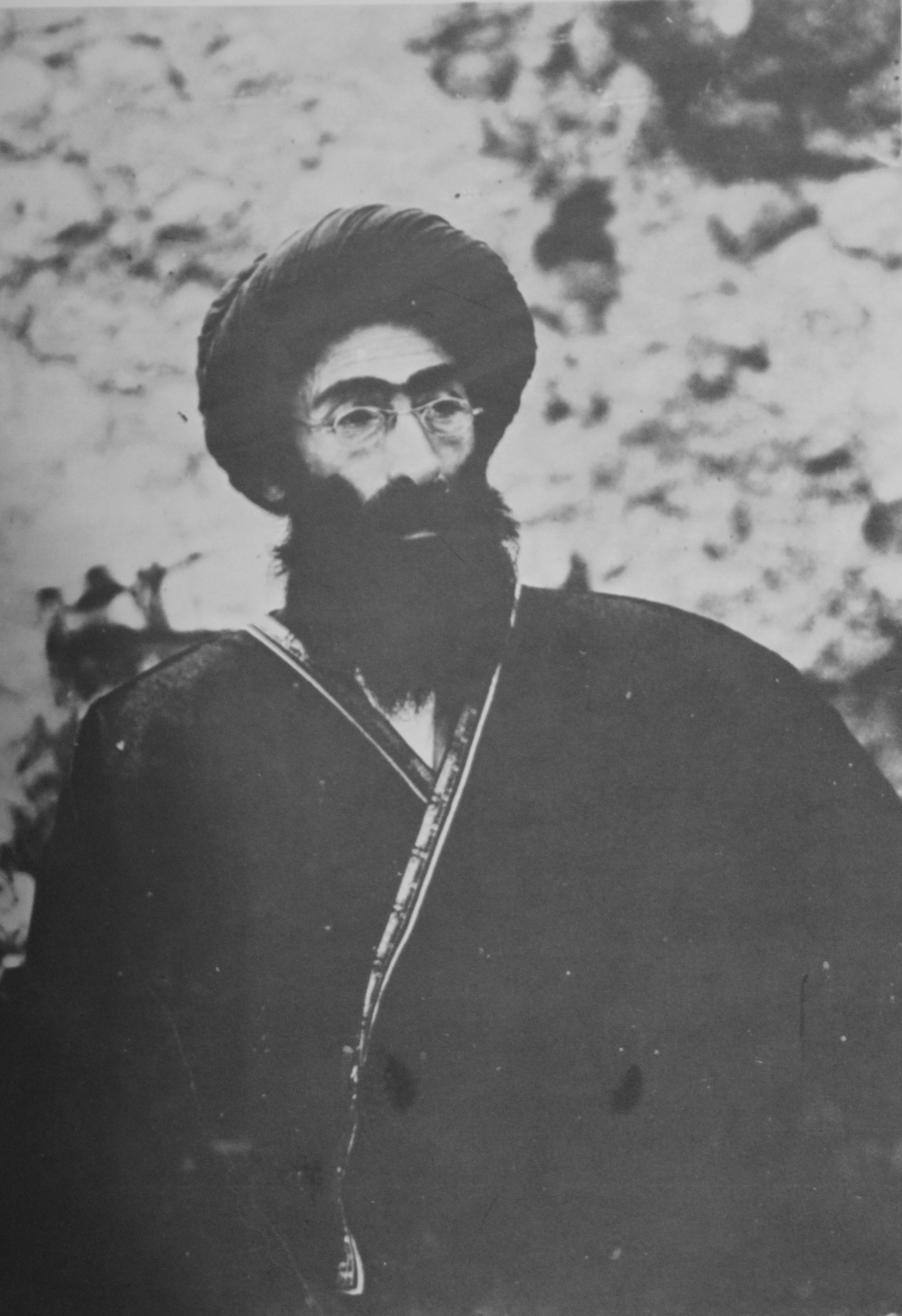
حاج سید حسن عدل‌الملک تبریزی. عکس از آقایانس؛ دهه ١٢۶٢ هجری شمسی؛ مجموعه خصوصی

حاج سید حسن عدل‌الملک پسر حاج سید حسین شنب‌غازانی، از بزرگان تبریز در عهد قاجار و نیای خانواده عدل بود.
حاج سید حسن به سال ١٢٢٠ هجری شمسی در تبریز متولد شد و به سال ١٢٩٧ هجری شمسی در همان شهر درگذشت و در مقبره سید حمزه به خاک سپرده شد. عدل‌الملک به سنت اجدادی، تحصیلات مذهبی داشت و در لباس علما بود و در عین حال تجارت می‌کرد. او در دوران مشروطه شیفته عقاید نوین و پیشرفت‌های کشورهای اروپایی شد و پسران خود را برای تحصیل به اروپا فرستاد. از آن پس، اعضای خانواده عدل که اغلب در فرانسه تحصیل کرده بودند، پیشگام تأسیس مؤسسات نوین، وضع قوانین مدرن و پایه‌ریزی علوم جدید در ایران شدند.
پس از فوت حاج سید حسن لقب عدل‌الملک به فرزند ارشد او، میرزا مسعودخان منتقل شد. حاج سید حسن صاحب چهار دختر بود که همگی در فضل و آداب و هنر شهره بودند، شعر می‌خواندند و با اوضاع دنیا آشنایی داشتند. نام فرزندان او عبارت است از:
1. میرزا مسعود عدل‌الملک، پدر مهدی‌خان معاضدالدوله،[پانویس ۲] احمدحسین عدل و مجید عدل
2. میرزا یوسف قائم‌مقام (۱۲۶۰–۱۳۱۲) نایب‌الایاله آذربایجان، حاکم کردستان، نماینده تبریز در دوره‌های پنجم، ششم و هفتم مجلس شورای ملی، پدر غلامرضا عدل (۱۲۸۵–۱۳۸۴) و یحیی عدل (۱۲۸۷–۱۳۸۱)
3. حبیب‌الله عدل، نخستین وارده کننده دستگاه رادیوگرافی به ایران
4. فضل‌الله عدل، پدر پرویز عدل (سفیر ایران در کانادا)
5. سعید عدل
6. قمرتاج خانم، همسر حاج میرزا عبدالله معین‌الرعایا (نماینده تبریز در دوره دوم مجلس شورای ملی)، مادر ابوالحسن صادقی[۶]
7. بالاجان خانم
8. بی‌بی خانم، همسر تاجرباشی تبریز و پس از فوت او همسر حسن پناهی[۶]
9. زرین‌کلاه‌ خانم مشرف‌السلطنه، همسر سردار همایون والی

## یادداشت
1. ↑  نام عدل‌الملک در بعضی از منابع، از جمله در کتاب «دانشمندان آذربایجان» تالیف محمدعلی تربیت، به اشتباه «حاج سید حسین» ضبط شده است.
2. ↑  نماینده دوره چهاردهم مجلس شورای ملی، پدر محمود عدل و فیروز عدل (نماینده دوره‌های بیست و یکم، بیست و دوم و بیست سوم مجلس شورای ملی)